# CHIRON
CHIRONとはセロ・トロロ汎米天文台 (CTIO)にあるSMARTS1.5m望遠鏡で2011年から使用されている天体観測用の分光器である。
CHIRONの主要な設計要件は高分散エシェル分光器であることと、高いスループット（分光器を通過して最終的にスペクトル情報に変換される光量を高めること）と測定の安定性（系統誤差の抑制）であり、観測割当時間が豊富な中型の望遠鏡で高精度な視線速度法による太陽系外惑星の観測を行えるようにすることを目的としている。
開発はイェール大学太陽系外惑星グループとCTIOの研究者である A. Tokovininを中心に行われ、アメリカ国立科学財団からの支援も受けている。

## 設計
CHIRONはファイバー供給式のクロス分散エシェル分光器であり、観測の際は望遠鏡と光ファイバーで接続する。このファイバーは望遠鏡固有の部品として望遠鏡側に設置されているものを利用する。分光器の入射スリットに光ファイバーで送り届けられた観測対象の光束はエシェル回折格子で主たる分散を受けた後にプリズムでクロス分散（垂直分散）され、結像光学系を経てCCD検出器の上に二次元的なスペクトルの配列として投影されて記録される。
光ファイバーは当初は円形断面のコアを持つ通常の円形ファイバーを使用していたが、アップグレードの際により良好なスクランブリング特性を持つ八角形断面のファイバーに変更している。これは光ファイバーへの天体像の入射の変化にともなって観測結果に生じる誤差を軽減する効果がある。光ファイバーへの入射の不安定は大気の揺らぎや望遠鏡の指向能力の限界のために不可避的に発生する。
CHIRONは入射スリットの前にボウエン-ウォルラーベン型イメージスライサーを備えており、これを使用することにより光量低下を避けて波長分解能を向上させることができる。入射スリットの有効幅を小さくすればイメージスライサーを使用せずに波長分解能を増やせるがその場合分解能に反比例して光量が低下してしまう。CHIRONの波長分解能は標準的な設定でr=79,000だが、明るい恒星の観測ではR=136,000での観測も可能である。
光学レイアウトは固定されており、観測波長も415–880 nm固定で、一回の観測でこの範囲全体をカバーする。
分光器の基本的な光学レイアウトは、高分散エシェル分光器に使われる代表的な二種類のレイアウトである
- ダブルパス方式（リトロー配置）
- ホワイトパピル方式

のうち、ダブルパス方式に似た「疑似リトロー配置」と言われるレイアウトを採用している。これはダブルパス方式特有の問題を避けながらホワイトパピル方式と比べて光学部品の点数を減らすことができる。
エシェル回折格子はR2型（ブレーズ角64度）を使用し、当初は古い格子を使っていたため比較的大きな光量損失を招いていた。このためアップデートの際に同じR2型だが効率が向上した回折格子に交換した。回折面は130 mmの有効幅をもち、1 mm当たり31.6本の溝が刻まれていた。エシェル格子は光学窓付きの真空容器に収められて±0.2 ℃の精度で温度が管理される。
クロス分散素子は通常のプリズムを使用しており、ショット社の光学ガラスLF7を加工して製造された頂角62°、幅260 mm、高さ160 mmの単純なガラスプリズムであった。光束はエシェル格子で分散された後に一回だけクロス分散素子を通過する。アップグレードの際にクロス分散プリズムはゾルゲル法により反射防止膜を施したものに交換された。
検出器はテレダインe2v社製の画素ピッチ15 μm, 4096ｘ4112画素CCD  (型番: CCD231-84)を使用している。検出器ユニットは液体窒素を使用した冷却器で冷却される。冷却器の保冷時間は36時間で、日常的な冷却剤の補充を要する。
検出器のコントロールユニットは当初は仮設のものを使用していたが、2010年にNOAOで新型のコントロールユニットが開発されたためアップグレードの際に新型に交換された。
また、ヨウ素セルを利用した波長較正システムを備え、必要に応じてヨウ素蒸気を封入したガラス管を光路中に挿入できる。

## 運用
CHIRONは2011年に就役観測を行ったが、すぐに大規模な改修が加えられ、2012年に改めて就役運転を行った。アップグレードの内容は次のようなものだった。
- 光ファイバーを八角断面をもつ新型に交換 - 測定の安定性が向上。
- エシェル回折格子を新しいものに交換 - 光量損失を大幅に低減。
- クロス分散プリズムをコーティング付のものに交換 - 光量損失を若干低減。
- 検出器のコントローラーを新型に交換 - 観測データの読み出し速度を向上。